# Illustrationes Florae Novae Hollandiae

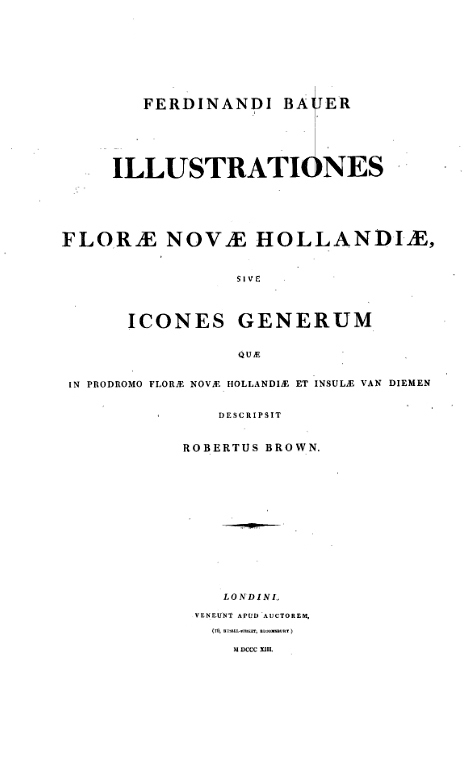
Frontispício

Illustrationes florae Novae Hollandiae é uma publicação de 1813 de ilustrações botânicas editadas por Ferdinand Bauer.

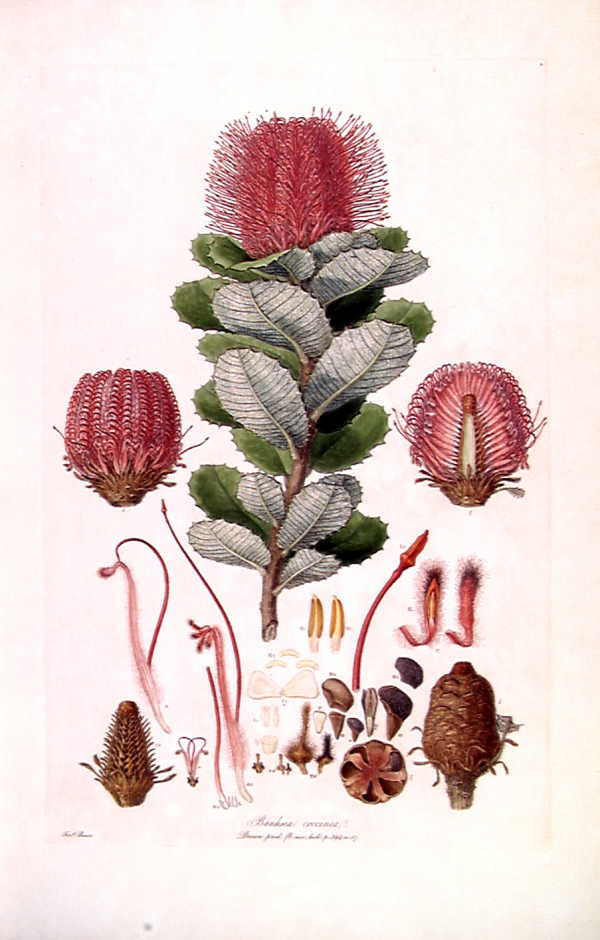
Plate III: Banksia coccinea

'Bauer foi o ilustrador científico a bordo do navio Investigator durante a exploração de Matthew Flinders na Austrália, e como tal trabalhou em estreita colaboração com a expedição do naturalista Robert Brown. Quando em 1805 estes homens regressaram a Inglaterra, trouxeram com eles milhares de instâncias e centenas de esquemas. Inicialmente, tinham previsto publicar um trabalho de grande escala, com o título de Illustrationes florae Novae Hollandiae, mas esta aventura fracassou e Brown decidiu publicar as suas descrições científicas em separado, em Transactions of the Linnean Society of London, e mais tarde a sua própria Prodromus Florae Novae Hollandiae et Insulae Van Diemen. Bauer a seguir comprometeu-se a publicar uma obra menor por si mesmo, com Brown proporcionando o texto que se limita a um breve prefácio e alguns subtítulos.
Inusualmente, Bauer não só fez todas as ilustrações, mas também os gravados das plantas e as ilustrações coloridas à mão. Era extremamente raro que um único artista realizasse as três funções, se diz que Bauer fez o mesmo o gravado, porque não encontrava um bom gravador, e porque as suas obras anteriores foram dececionantes devido à incompetência do gravado.
Três temas de Illustrationes florae Novae Hollandiae foram publicados, todos eles em 1813. Estas três edições totalizaram quinze placas e XVI foi obrigado a realizar algumas cópias. A publicação depois cessou, provavelmente como a empresa foi um falhanço financeiro. Estima-se que se venderam menos de cinquenta cópias da obra e algumas deles eram sem cores. Por tanto, é agora um livro extremamente raro. Em 1997, uma cópia vendeu-se na Christie's por $ 57.000.